# Midden-Drenthe
Midden-Drenthe és un municipi de la província de Drenthe, al nord-est dels Països Baixos. L'1 de gener del 2009 tenia 33.381 habitants repartits sobre una superfície de 345,82 km² (dels quals 4,33 km² corresponen a aigua).

## Centres de població
| Nucli         | Població | Nucli             | Població | Nucli         | Població |
| ------------- | -------- | ----------------- | -------- | ------------- | -------- |
| Beilen        | 9030     | Elp               | 370      | Laaghalen     | 100      |
| Westerbork    | 4560     | Zwiggelte         | 300      | Orvelte       | 90       |
| Smilde        | 4520     | Lieving en Makkum | 200      | Garminge      | 80       |
| Bovensmilde   | 3310     | Oranje            | 200      | Zuidveld      | 80       |
| Hoogersmilde  | 1460     | Spier             | 200      | Eursinge      | 60       |
| Hooghalen     | 940      | Mantinge          | 180      | Bruntinge     | ?        |
| Nieuw-Balinge | 790      | Holthe            | 150      | Hijkersmilde  | ?        |
| Wijster       | 1100     | Balinge           | 120      | Laaghalerveen | ?        |
| Hijken        | 640      | Drijber           | 120      | Ter Horst     | ?        |
| Witteveen     | 460      | Brunsting         | 100      |               |          |

## Administració
Des del 5 de setembre del 2023, l'alcalde del municipi és Jan Zwiers de Gemeentebelangen. Els 23 membres del consistori municipal són, des del 2022:
| Partit                                      | Escons |
| ------------------------------------------- | ------ |
| Gemeentebelangen - BBBondgenoot             | 5      |
| Gemeentebelangen - Smilde-Beilen-Westerbork | 5      |
| Partit del Treball                          | 4      |
| CDA                                         | 3      |
| VVD                                         | 3      |
| Esquerra Verda                              | 1      |
| ChristenUnie                                | 1      |
| D66                                         | 1      |
| Font:                                       |        |